# Суккуб (фильм)
«Суккуб» — фильм ужасов 1968 года режиссёра Хесуса Франко. Премьера фильма состоялась 19 апреля 1968 года.

## Сюжет
Актриса Лорна купается в лучах светского общества и разъезжает по городам Европы вместе со своим режиссёром и попутно любовником . Однако Лорна подозревает, что помимо этого она существует ещё в неком ином мире, где она является сексуальной искусительницей, суккубом, соблазняющим своих жертв, а затем их убивающим.

## В ролях
- Жанин Рейно — Лорна Грин
- Джек Тейлор — Уильям Фрэнсис Муллиган
- Адриан Ховен — Ральф Дрейвс
- Ховард Вернон — адмирал Капп
- Натали Норт — Белла Ольга

## Интересные факты
- Изначально фильм должен был называться «Некрономикон», и он был так назван в Европе.

Однако, при дистрибуции в США и переводе на английский язык, его переименовали в более известное название «Суккуб». Из-за этого, чтобы названия не путались, Франко переименовал свой другой фильм, ремейк фильма «Лорна — экзорцист», который должен был называться «Суккуб», как «Инкуб». Проблема с названиями при переводах на другие языки была на протяжении почти всей фильмографии Хесуса Франко.